# Sphenocytheridea
Sphenocytheridea is een geslacht van uitgestorven kreeftachtigen uit de klasse van de Ostracoda (mosselkreeftjes).

## Soorten
- Sphenocytheridea gracilis Keij, 1958 †
- Sphenocytheridea parvogracilis Olteanu, 1977 †